# Cadusii
Cadusii (grekiska: Καδούσιοι, Kadoúsioi) var ett forntida iranskt folk som levde i nordvästra Iran.
Kadusierna (latin: cadusii) levde i Cadusia, ett bergigt distrikt i Medien på Kaspiska havets sydvästra stränder, mellan breddgraderna 39° och 37° norr. Distriktet avgränsades troligen i norr av floden Cyrus (nuvarande Kura i Azerbajdzjan, historiskt känt som Arran och Albanien) och i söder av floden Mardus (nuvarande Sefid-Rud), och motsvarar de moderna iranska provinserna Gilan och Ardabil.
De beskrivs av Strabon som ett krigiskt bergsfolk som mestadels stred till fots med korta spjut (pilum). Det är tänkbart att namnet Gelae (giliter) – en stam förknippad med cadusii – är det som åsyftas i det moderna Gilan.
Cadusi (cadusii) nämns inte i några kaukasiska källor, eller i källor från Anatolien; de är kända endast från grekiska och latinska källor.